# Mont Mamiya
Pour les articles homonymes, voir Mamiya.
Le mont Mamiya (間宮岳, Mamiya-dake) est un sommet situé dans le groupe volcanique Daisetsuzan des monts Ishikari en Hokkaidō au Japon. Culminant à 2 185 m d'altitude, il se trouve sur le bord ouest de la caldeira d'Ohachidaira.